# Hästhagatjärnen, Jämtland
Hästhagatjärnen är en sjö i Krokoms kommun i Jämtland och ingår i Indalsälvens huvudavrinningsområde.